# آشیرو، ایواته
آشیرو، ایواته (به لاتین: Ashiro) یک منطقهٔ مسکونی در ژاپن است که در ناحیه توهوکو واقع شده‌است. آشیرو ۵٬۸۴۱ نفر جمعیت دارد.